# Nolan D. C. Lewis
Pour les articles homonymes, voir Lewis.
Nolan D. C. Lewis est un neuropathologiste américain, né le 22 novembre 1889 et mort le 18 décembre 1979 à Frederick dans l'État du Maryland. Il est spécialiste en troubles neurologiques et psychiatriques notamment schizophréniques.

## Biographie
Nolan D. C. Lewis obtient son diplôme de l'École de médecine de l'Université du Maryland en 1914. Il suit un troisième cycle en psychologie et en biologie à l'Université Johns-Hopkins et passe une année à l'Université de Vienne.
Il est professeur de pathologie expérimentale à l'Université George Washington de 1923 à 1924 et professeur de psychologie clinique de 1925 jusqu'en 1936 et directeur des laboratoires puis directeur de psychiatrie clinique au St. Elizabeths Hospital à Washington de 1923 à 1933. En 1936, il est nommé professeur de neurologie à l'Université Columbia et directeur associé de l'Institut neurologique du Columbia-Presbyterian Medical Center. Il est également nommé directeur médical du New York State Psychiatric Institute (en) cette même année et reste à ce poste jusqu'en 1953. De 1953 à 1958, il dirige la recherche en neurologie et en psychiatrie au New Jersey Neuropsychiatric Institute.
En 1946 et 1947, il est consultant psychiatrique lors des procès de crime de guerre à Nuremberg et, lors d'une mission spéciale, il fait des recherches pour le gouvernement fédéral des États-Unis sur des expérimentations médicales nazies. Il participe également à des études sur les effets médicaux du bombardement d'Hiroshima. 
Il est le premier psychanalyste américain pratiquant : Sigmund Freud l'a autorisé à pratiquer sans avoir subi d'analyse personnelle. Le maître lui a simplement demandé combien de ses patients s'étaient suicidés. La réponse — aucun — a suffi.